# Asian Championship Division 2 1998
El Asian Championship Division 2 de 1998 fue la primera edición del torneo de segunda división organizado por la federación asiática (AR).
El campeonato se disputó en Singapur.

## Fase de grupos

### Grupo A
| Pos. | Equipo    | Encuentros | Encuentros | Encuentros | Encuentros | Tantos  | Tantos    | Tantos     | Puntos |
| Pos. | Equipo    | jugados    | ganados    | empatados  | perdidos   | a favor | en contra | diferencia | Puntos |
| ---- | --------- | ---------- | ---------- | ---------- | ---------- | ------- | --------- | ---------- | ------ |
| 1    | Sri Lanka | 2          | 2          | 0          | 0          | 85      | 8         | + 77       | 4      |
| 2    | Malasia   | 2          | 1          | 0          | 1          | 37      | 69        | -32        | 2      |
| 3    | China     | 2          | 0          | 0          | 2          | 39      | 75        | - 45       | 0      |

| 24 de octubre | Malasia | 32 - 25 | China |  |  |

| 26 de octubre | Sri Lanka | 43 - 5 | China |  |  |

| 28 de octubre | Sri Lanka | 44 - 3 | Malasia |  |  |

### Grupo B
| Pos. | Equipo    | Encuentros | Encuentros | Encuentros | Encuentros | Tantos  | Tantos    | Tantos     | Puntos |
| Pos. | Equipo    | jugados    | ganados    | empatados  | perdidos   | a favor | en contra | diferencia | Puntos |
| ---- | --------- | ---------- | ---------- | ---------- | ---------- | ------- | --------- | ---------- | ------ |
| 1    | Singapur  | 2          | 2          | 0          | 0          | 91      | 0         | + 91       | 4      |
| 2    | Tailandia | 2          | 1          | 0          | 1          | 90      | 12        | +78        | 2      |
| 3    | India     | 2          | 0          | 0          | 2          | 6       | 175       | - 169      | 0      |

| 24 de octubre | Singapur | 6 - 0 | Tailandia |  |  |

| 26 de octubre | Singapur | 85 - 0 | India |  |  |

| 28 de octubre | Tailandia | 90 - 6 | India |  |  |

## Fase final

### Quinto puesto
| 31 de octubre | China | 42 - 13 | India |  |  |

### Tercer puesto
| 31 de octubre | Tailandia | 28 - 8 | Malasia |  |  |

### Final
| 31 de octubre | Singapur | 25 - 13 | Sri Lanka |  |  |

| Bandera de Singapur               |
| Campeón de la División 1 Singapur |
| Primer título                     |